# Rio Cheud
O Rio Cheud é um rio da Romênia, afluente do Someş, localizado no distrito de Maramureş e Sălaj.